# Karl-Otto Alberty
Karl-Otto Alberty, ne le 13 novembre 1933 à Berlin, et mort le 25 avril 2015, est un acteur allemand.

## Biographie
Karl-Otto Alberty est notamment connu pour ses seconds rôles d'officiers allemands dans les films anglophones sur la Seconde Guerre mondiale, bien qu'il ait interprété des rôles plus variés dans le cinéma allemand. Il est également apparu dans plusieurs films de langue italienne.
Il a été diversement crédité de Charles Albert, Charles Alberty et Carlo Alberti. Sa physionomie et particulièrement son visage très rond et ses yeux toujours mi-clos sur ses cheveux blonds très courts lui donnent une apparence typiquement germanique, ce qui a dû faciliter sa carrière de personnage militaire allemand pour laquelle il est principalement connu.

## Filmographie
- 1963 : La Grande Évasion de John Sturges : officier SS Steinach
- 1965 : La Bataille des Ardennes (Battle of the Bulge) de Ken Annakin : Major Von Diepel
- 1966 : Paris brûle-t-il ? de René Clément : officier SS / tapisserie de Bayeux
- 1967 : Le Dernier Jour de la colère de Tonino Valerii : Sam Corbitt
- 1968 : L'Odyssée de Franco Rossi : Eurymaque
- 1968 : La Brigade du diable de Andrew V. McLaglen
- 1969 : Amore mio aiutami d'Alberto Sordi
- 1969 : Nuits blanches à Hambourg (Auf der Reeperbahn nachts um halb eins) de Rolf Olsen : Hotte Priemel
- 1969 : La Bataille d'Angleterre de Guy Hamilton : Generaloberst Jeschonneck
- 1969 : Les Damnés de Luchino Visconti : Officier de la Wehrmacht
- 1969 : Le Secret de Santa Vittoria de Stanley Kramer : Otto
- 1970 : De l'or pour les braves de Brian G. Hutton : le commandant du char Tigre
- 1971 : Le Cinquième Commando de Henry Hathaway : Capt. Heinz Schroeder
- 1972 : Abattoir 5 de George Roy Hill : Soldat allemand
- 1980 : Pied plat sur le Nil de Steno : le suédois